# 129277 Jianxinchen
129277 Jianxinchen è un asteroide della fascia principale. Scoperto nel 2005, presenta un'orbita caratterizzata da un semiasse maggiore pari a 2,6603100 UA e da un'eccentricità di 0,2592288, inclinata di 4,19916° rispetto all'eclittica.